# Águas Belas
Águas Belas là một đô thị thuộc bang Pernambuco, Brasil. Đô thị này có diện tích 887,56 km², dân số năm 2007 là 38055 người, mật độ 42,88 người/km².